# Hiroki Itō (futbolista nacido en 1978)
Hiroki Itō (伊藤 宏樹 Itō Hiroki?, nacido el 27 de julio de 1978 en Niihama, Ehime) es un exfutbolista japonés. Jugaba de defensa y pasó la totalidad de su carrera en el Kawasaki Frontale, club donde actualmente se encuentra trabajando como secretario técnico.

## Trayectoria

### Clubes
| Club              | País  | Año         |
| ----------------- | ----- | ----------- |
| Kawasaki Frontale | Japón | 2001 - 2013 |

## Estadística de carrera

### J. League
| Club              | Año   | J. League | J. League | Copa J. League | Copa J. League | Total | Total |
| Club              | Año   | Part.     | Goles     | Part.          | Goles          | Part. | Goles |
| ----------------- | ----- | --------- | --------- | -------------- | -------------- | ----- | ----- |
| Kawasaki Frontale | 2001  | 43        | 1         | 4              | 0              | 47    | 1     |
| Kawasaki Frontale | 2002  | 44        | 3         | -              | -              | 44    | 3     |
| Kawasaki Frontale | 2003  | 32        | 1         | -              | -              | 32    | 1     |
| Kawasaki Frontale | 2004  | 35        | 0         | -              | -              | 35    | 0     |
| Kawasaki Frontale | 2005  | 34        | 0         | 6              | 0              | 40    | 0     |
| Kawasaki Frontale | 2006  | 34        | 0         | 10             | 0              | 44    | 0     |
| Kawasaki Frontale | 2007  | 33        | 0         | 5              | 1              | 38    | 1     |
| Kawasaki Frontale | 2008  | 34        | 2         | 6              | 0              | 40    | 2     |
| Kawasaki Frontale | 2009  | 31        | 1         | 5              | 0              | 36    | 1     |
| Kawasaki Frontale | 2010  | 23        | 0         | 4              | 0              | 27    | 0     |
| Kawasaki Frontale | 2011  | 10        | 0         | 1              | 0              | 11    | 0     |
| Kawasaki Frontale | 2012  | 14        | 1         | 3              | 0              | 17    | 1     |
| Kawasaki Frontale | 2013  | 23        | 0         | 4              | 0              | 27    | 0     |
| Total             | Total | 390       | 9         | 48             | 1              | 438   | 10    |

## Palmarés

### Títulos nacionales
| Título    | Club              | País  | Año  |
| --------- | ----------------- | ----- | ---- |
| J2 League | Kawasaki Frontale | Japón | 2004 |